# Cantó d'Esch-sur-Alzette
Cantó d'Esch-sur-Alzette (luxemburguès Esch Uelzecht) és un cantó situat al sud-oest de Luxemburg, al districte de Luxemburg. Té 243 kilòmetres quadrats i 189.540 habitants. La capital és Esch-sur-Alzette.
El cantó es divideix en 14 comunes:
- Bettembourg
- Differdange
- Dudelange
- Esch-sur-Alzette
- Frisange
- Kayl
- Leudelange
- Mondercange
- Pétange
- Reckange-sur-Mess
- Roeser
- Rumelange
- Sanem
- Schifflange